# 27263 Elainezhou
27263 Elainezhou è un asteroide della fascia principale. Scoperto nel 1999, presenta un'orbita caratterizzata da un semiasse maggiore pari a 2,3725050 UA e da un'eccentricità di 0,0605034, inclinata di 7,02287° rispetto all'eclittica.